# Angelitos del trapecio
Angelitos del trapecio es una película de comedia y aventura mexicana de 1959, escrita por Roberto Gómez Bolaños «Chespirito», dirigida por Agustín P. Delgado y protagonizada por Viruta y Capulina, junto al actor infantil, Cesáreo Quezadas «Pulgarcito» y las actrices, Maricruz Olivier y Annabelle Gutiérrez.

## Argumento
Viruta y Capulina venden aguas milagrosas en su camioneta instalada frente a un circo cuyo dueño, el payaso Rigoleto (Arturo Castro «Bigotón»), padre del niño Pulgarcito (Cesáreo Quezadas) y de las trapecistas, Tina (Maricruz Olivier) y Lina (Anabelle Gutiérrez), sufre por culpa de la gota, enfermedad que lo tiene en cama y con dolores fuertes en su pierna, por lo que no puede actuar y su circo tiene problemas.
Los problemas comienzan cuando Viruta y Capulina se detienen a buscar agua a mitad de una carretera, ya que su Carcacha se ha calentado. En la búsqueda Capulina es asustado por un oso y se esconde tras una roca, se quita su sombrero hueco y lo pone en la roca. Después de discutir con Viruta, menciona la palabra Parangaricutirimícuaro, de la que después ya no se acordaría. En ese momento brota agua de la roca, llenan su barril y regresan a su coche para seguir su camino.
Llegan a las instalaciones de una feria en la cual se encuentra el Circo Esqueda; ahí se disponen a vender su producto, robando la atención  que el público estaba prestando a los anuncios del circo. Causan la molestia de sus trabajadores, incluido el niño Pulgarcito, pero la simpatía de Lina, una de las hermanas trapecistas, hacia Capulina sería eterna.
Después de algunas demostraciones, Viruta y Capulina convencen a la gente de la credibilidad de su producto milagroso, al que llaman El Elixir que lo cura todo (barros, espinillas, catarro, laringitis, pulmonía, ojos de pescado, dolor de cabeza, toda clase de neuralgias... Y los callos compone Capulina). El payaso Rigoleto, con dolores en su pierna por padecer de gota, se entera y le pide a sus hijas que le traigan a ese par de médicos después de la función.
Durante la función del mago, donde hace desaparecer o aparecer objetos y animales, Capulina grita en forma burlona Lo tiene en la manga de su saco, lo que ocasiona la molestia del mago y reta a Capulina a pasar al escenario, donde le cambia los pantalones por otros más ridículo, huyendo Capulina del escenario y entrando donde se encuentra Rigoleto.
Entra Viruta también y promocionan su elixir cura todo, pero Rigoleto todavía no puede actuar, así que Viruta y Capulina salen a escena para realizar el número de Rigoleto. Ante el agrado del público, ambos son invitados a quedarse en el circo, simpatizando con Tina y Lina, desde luego a sus pretendientes y a Pulgarcito, hermano de las trapecistas, no les agrada la idea y deciden por la noche disfrazarse de fantasmas y espantan a los dos nuevos miembros.
Viruta y Capulina deciden irse de ese lugar, aunque Tina y Lina los convencen de no irse, y deciden recorrer toda la feria, ante el desagrado de los pretendientes y de Pulgarcito, quienes deciden tender otra trampa con ayuda de la adivina, quien supuestamente ve a Viruta y a Capulina en peligro de muerte si permanecen en ese lugar, aunque ellos no caen en la trampa y permanecen en el circo para seguir presentando números de payasos.
Rigoleto se recupera por completo y en plena función de sus hijas trapecistas decide salir al escenario para darles la sorpresa, pero Capulina sube a la plataforma de los trapecios creyendo que uno de los ayudantes empuja a Lina para que se caiga, en su intento de rescate, Capulina termina columpiándose en un trapecio sin poder alcanzar la orilla, Viruta decide subir a ayudar a su amigo en peligro, pero corre la misma suerte, pues ninguno de los dos sabe usar correctamente el trapecio. Finalmente ambos caen al piso y terminan muy lastimados, pero gracias a su elixir recuperan su salud. 
Viruta y Capulina confiesan que no son médicos y que su elixir cura todo es simplemente agua, pero las evidencias eran claras, Rigoleto se ha curado de la gota, el mago de dolores de una úlcera y ellos dos de su caída, por lo que deciden regresar a la roca donde brotó el agua milagrosa.
El problema es que Capulina no recuerda la palabra, y todos a su alrededor empiezan a dar pistas para refrescar su memoria. Pulgarcito fue quien logró pronunciar la palabra Parangaricutirimícuaro, brotando nuevamente el agua y cambiando la vida de los presentes. Viruta y Capulina obtienen la mano de las hijas de Rigoleto, Tina y Lina, respectivamente, mientras que Rigoleto decide adquirir el terreno y comercializar el agua con ayuda de Pulgarcito, pues sólo él sabe pronunciar correctamente esa palabra.
Como última prueba del poder del agua, Capulina toma en brazos a Pulgarcito después de que éste lo haya ofendido y propinado una patada, y le enjuaga la boca con el agua milagrosa, después de eso, Pulgarcito milagrosamente cambia de actitud y dice que a Viruta y a Capulina los quiere mucho después de que Capulina lo pone a prueba y le pide que patee a Viruta.
Al final, Tina y Lina se van con Viruta y Capulina, en dirección a otro pueblo, finalizando la película con la canción "La Carcachita".

## Reparto
- Marco Antonio Campos como Viruta.
- Gaspar Henaine como Capulina.
- Cesáreo Quezadas como Pulgarcito, hijo de Rigoleto.
- Maricruz Olivier como Tina.
- Anabel Gutiérrez como Lina.
- José Gálvez como Pretendiente de Lina.
- Armando Sáenz como Pretendiente de Tina.
- Arturo Castro «Bigotón» como Rigoleto, dueño del circo.
- María Herrero como Adivina del circo.
- Irma Bonola
- Carlos Abreu
- Aurora Muñoz
- Rubén Márquez